# Бриона
Бриона (итал. Briona) — коммуна в Италии, располагается в регионе Пьемонт, в провинции Новара.
Население составляет 1132 человека (2008 г.), плотность населения составляет 47 чел./км². Занимает площадь 24 км². Почтовый индекс — 28072. Телефонный код — 0321.
Покровителем коммуны почитается святой Александр из Бергамо, празднование 26 августа.

## Демография
Динамика населения:

## Администрация коммуны
- Официальный сайт: http://www.comune.briona.no.it/